# Winchester (Tennessee)
Winchester is een plaats (city) in de Amerikaanse staat Tennessee, en valt bestuurlijk gezien onder Franklin County.

## Demografie
Bij de volkstelling in 2000 werd het aantal inwoners vastgesteld op 7329.
In 2006 is het aantal inwoners door het United States Census Bureau geschat op 7841, een stijging van 512 (7,0%).

## Geografie
Volgens het United States Census Bureau beslaat de plaats een oppervlakte van
27,6 km², waarvan 25,8 km² land en 1,8 km² water. Winchester ligt op ongeveer 289 m boven zeeniveau.

## Plaatsen in de nabije omgeving
De onderstaande figuur toont nabijgelegen plaatsen in een straal van 24 km rond Winchester.